# Mega Drive
A Mega Drive (メガドライブ; Hepburn: Mega Doraibu) egy 16 bites otthoni videójáték-konzol, amit a Sega adott ki 1988-ban Japánban. A konzol továbbá megjelent 1990-ben Európában, Észak-Amerikában pedig 1989-ben, ott Sega Genesis néven. Dél-Koreában a Samsung forgalmazta, ezért ott Super Gam*Boy, később Super Aladdin Boy néven jelent meg. A Mega Drive a Sega ötödik otthoni konzolja, a Sega Master System utódja, mellyel elektronikusan kompatibilis.
A Mega Drive volt az első a generációjában, mely jelentős piaci részesedést ért el Európában és Amerikában, versenytársa volt a kicsit korábban megjelent TurboGrafx-16 és a későbbi Super Nintendo Entertainment System. 1988-ban kezdték forgalmazni Japánban és egészen 2002-ig készültek rá hivatalos játékok.
Világszerte kb. 39,7 millió példány kelt el belőle, ezzel ez a Sega legsikeresebb konzolja. Sok játéka a mai napig is népszerű, folyamatosan jelennek meg összeállítások részeiként vagy online letölthető tartalomként az Xbox Live Arcade-on és a Virtual Console-on. Szintén népszerű a független fejlesztők és fordítók körében.

## Történet
Bár a Master System sikeres volt Európában és később Brazíliában, Amerikában és Japánban nem tudott jelentősebb szerephez jutni, ezeken a helyeken a Nintendo uralta a piacot. Közben a Sega System 16 sikeres lett a játéktermekben, ezért döntött úgy Hayao Nakayama, az akkori elnök, hogy egy otthoni konzolt fejleszt hasonló, 16 bites architektúrával. A végső designt aztán a későbbi nagygépek is átvették és egyszerű volt a Mega Drive-ra megjelent játékokat átportolni ezekre.
A konzol eredeti neve MK-1601 lett volna, de végül a hangzatosabb „Mega Drive” név mellett döntöttek, mely tükrözi nagy sebességét, melyet az erős Motorola 68000 processzor szolgáltat. Amerikában „Genesis” néven forgalmazták, mert a Mega Drive nevet nem tudták itt levédetni.

### Kiadás
A konzol először Japánban jelent meg 1988. október 29-én. Az amerikai nyitást 1989 januárjára tervezték az Atari céggel együttműködve, de nem sikerült megegyezésre jutni, ezért a Sega maga volt kénytelen kiadni jelentős késéssel augusztus 14-én. Európában 1990. november 30-án jelent meg, ahol a Master System korábbi sikerének köszönhetően a Mega Drive is rendkívül népszerű lett. Az Egyesült Királyságban vetítették az egyik leghíresebb reklámszlogenjét: „To be this good takes AGES, to be this good takes SEGA” (durván =„Ilyen jó csak SOKÁRA lehet, ilyen jó csak SEGA lehet”, AGES-SEGA szójáték). Néhány reklámszöveg igencsak kétértelmű jelentéssel bírt, pl. „The more you play with it, the harder it gets” (=„Minél többet játszol vele, egyre keményedik”), közben egy rángatózó joystickot mutatva. Híres tévés reklámarca a „Sega kalóz” (Sega pirate), egy félszemű beszélő koponya, mely sok humoros reklámban feltűnt. Európai kiadásakor már jelentős számú játékkal rendelkezett, többek között játéktermi címek, mint az Altered Beast, Golden Axe és Ghouls ’n Ghosts portjaival, ezzel is játéktermi hangulatot idézve az otthonokba. Az 1991-ben megjelent Sonic the Hedgehog világszerte sikeres volt, a kék sün pedig a Sega új kabalájává vált.

### Konzolháború
A Mega Drive eleinte a régi 8 bites NES-szel versengett, melyet persze mindenben felülmúlt, Japánban mégsem sikerült különösebb nevet szereznie, alig 400 000 darab fogyott az első évében. A sok népszerűsítés ellenére is csak erős harmadik helyen maradt a 16 bites korszak alatt.
Amerikában a megjelenésekor egy kétszintű kampánnyal álltak elő a Sega of America vezetői. Először is egy nagyszabású ellenkampányba kezdtek a Nintendo megtörésére a hírhedt „Genesis does what Nintendon’t” (=„Genesis teszi, amit Nintendo nem”, szóösszevonás a végén) reklámszöveggel. Második lépésként sportolók és hírességek nevével fémjelzett, azonnal felismerhető címekkel álltak elő, mint a Pat Riley Basketball, Arnold Palmer Tournament Golf vagy a Michael Jackson’s Moonwalker. Mindezek ellenére is csak nehezen tudta megtörni a Nintendo egyeduralmát.
A japán vezető, Hayao Nakayama, félve egy második kudarctól, lecserélte az amerikai vezetőséget, akik egy merész üzletpolitikát dolgoztak ki: csökkentették a konzol árát, létrehoztak egy amerikai fejlesztő stúdiót, folytatták az agresszív reklámozást és lecserélték a csomagolt játékot (Altered Beast) az új Sonic the Hedgehog-ra. Sonic sikerének köszönhetően a terv bejött, és a konzolnak végre sikerült népszerűvé válnia még a korábban Nintendo-pártiak körében is. A Super Nintendo így már egy erős versenytárs mellett indult el, a TurboGrafx-16 pedig kiesett a piacról.
1992-től kezdve Amerikában vezető konzollá vált a Nintendóval szemben, köszönhetően alacsonyabb árának és sokkal több játékának. A Sega tovább folytatta reklámkampányát, melyben a Genesist a „menőbb” konzolnak állította be, sokszor a nagyobb sebességére helyezte a hangsúlyt. A tinédzser fiúk körében ez a hozzáállás sokkal népszerűbbé tette a Genesist. A több éves versengés alatt egyik konzol sem szerzett jelentősebb piaci előnyt a másikhoz képest.
Európában a Mega Drive végig az élen volt, még 1998-ban is árulták, és még a későbbi Sega Saturn konzolt is felülmúlta az eladásokban. Hasonlóan sikeres volt Brazíliában is, ahol 75%-os részesedést tartott.

### Kiegészítők

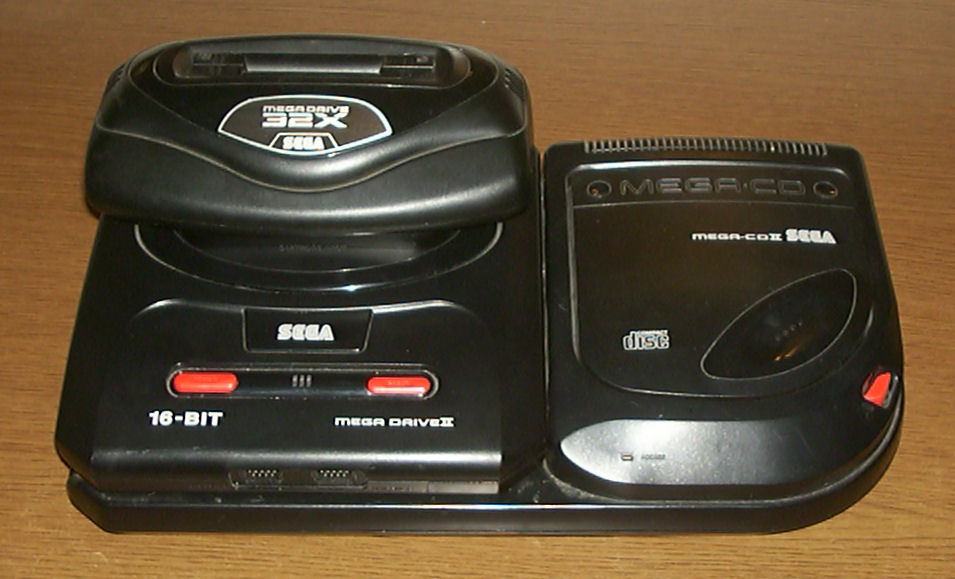
Mega Drive II 32X és Mega-CD II kiegészítőkkel

1991-ben a Sega bejelentette a Mega Drive először Japánban megjelenő kiegészítőjét, a Mega-CD-t, később Amerikában is megjelent Sega CD néven. A kiegészítő egy erősebb CPU-t és több memóriát tartalmazott és enyhén fejlettebb grafikai megjelenítésre volt képes. A hangsúly mégis a CD kapacitásán volt, mellyel akár 640 MB (5120 Mbit) méretű játékokat is lejátszik, szemben az akkori kazetták alig 8-16 Mbitjével. Ezt jól ki lehetett használni a játék közbeni CD-minőségű zenék és videók lejátszására. Bár néhány címe népszerű lett, mint a Sonic CD és Night Trap, csupán 6 millió példányt adtak el belőle.
1994-ben mutatta be a Sega a 32X-et, mellyel egyfajta olcsó megoldást kinál a 32 bites korszakba lépéshez. Japánban eredetileg ez egy különálló konzol lett volna Sega Neptune néven. A kiegészítő két 32 bites CPU-t és 3D megjelenítésre alkalmas grafikus vezérlőt kapott, de a fejlesztők és fogyasztók körében is megbukott, mivel 1995-ben a Sega már készült kiadni a Sega Saturnt. A kezdetben 160 dollárért árult készülék ára hamar 100 dollárra esett, és nem sokkal később alig 20 dollárért árusították a megmaradó készleteket, alig 600 000 darabot adtak el belőle.

### 32 bites korszak és utóélet
1995 végére a Sega összesen 5 konzolt forgalmazott: Saturn, Genesis, Pico, Sega CD, 32X, továbbá a Master Systemet is a PAL régiókban. Japánban a Saturn vezetett a Sony Playstationjével szemben, a Mega Drive itt nem volt sikeres. A cégvezető ezért úgy döntött, befejezi a konzol gyártását. Bár ez a japán piacon érthető volt, Amerikában katasztrofális következményei lettek, mivel itt sikeres volt a rengeteg játékkal rendelkező Genesis, a Saturnnak pedig még nem volt elég neves címe. Ezzel szemben a Nintendo még ekkor is a 16 bites játékokra koncentrált némi újításokkal, és nagy sikere is lett.
A Sega ezek után eladta a licencjogokat, így a konzol és a játékok olcsón újra forgalmazásba kerültek és egészen 1998-ig készültek rá hivatalos játékok. 1997-ben Európában is beszüntette a Mega Drive és egyben a Master System támogatását. Azóta kedvelt konzolja lett a házi készítésű játékoknak.

## Emuláció
A legnépszerűbb PC-s emulátorok a Gens és a Kega Fusion.
Sok Mega Drive-os játék került be későbbi játék-összeállításokba, mint a Sonic Mega Collection, Sonic Gems Collection vagy a legújabb Sonic’s Ultimate Genesis Collection. Néhány esetben felléptek emulációs problémák (főleg a hangokban), de mentési lehetőséget is adtak olyan játékokhoz, amelyekben eredetileg nem lehetett menteni. A Nintendóval és a Microsofttal való megegyezés révén Mega Drive-os letölthető játékok is elérhetővé váltak a Wii Virtual Console-ján és az Xbox Live Arcade-on. Egyes játékok immár támogatják a HD-minőséget is.

## Master System-kompatibilitás
Az egyik legfontosabb szempont volt a Mega Drive tervezése során, hogy visszafelé kompatibilis legyen a Master System-es játékokkal. Ehhez a különálló Zilog Z80-as társprocesszort használja, a videovezérlője pedig képes Master System módban működni, bár nem minden játékhoz alkalmas. Mivel a kazetta nyílása különböző, egy átalakítót is kiadtak hozzá, mely egy egyszerű passzív adapter a két szabvány között. Ha egy Master System kazettát helyeztek be, a gép csak a Z80-as processzort használja. A Mega Drive-hoz készített átalakító nem illeszkedik bele a Genesis nyílásába, ahhoz a külön hozzá készített adapter szükséges.

## Perifériák

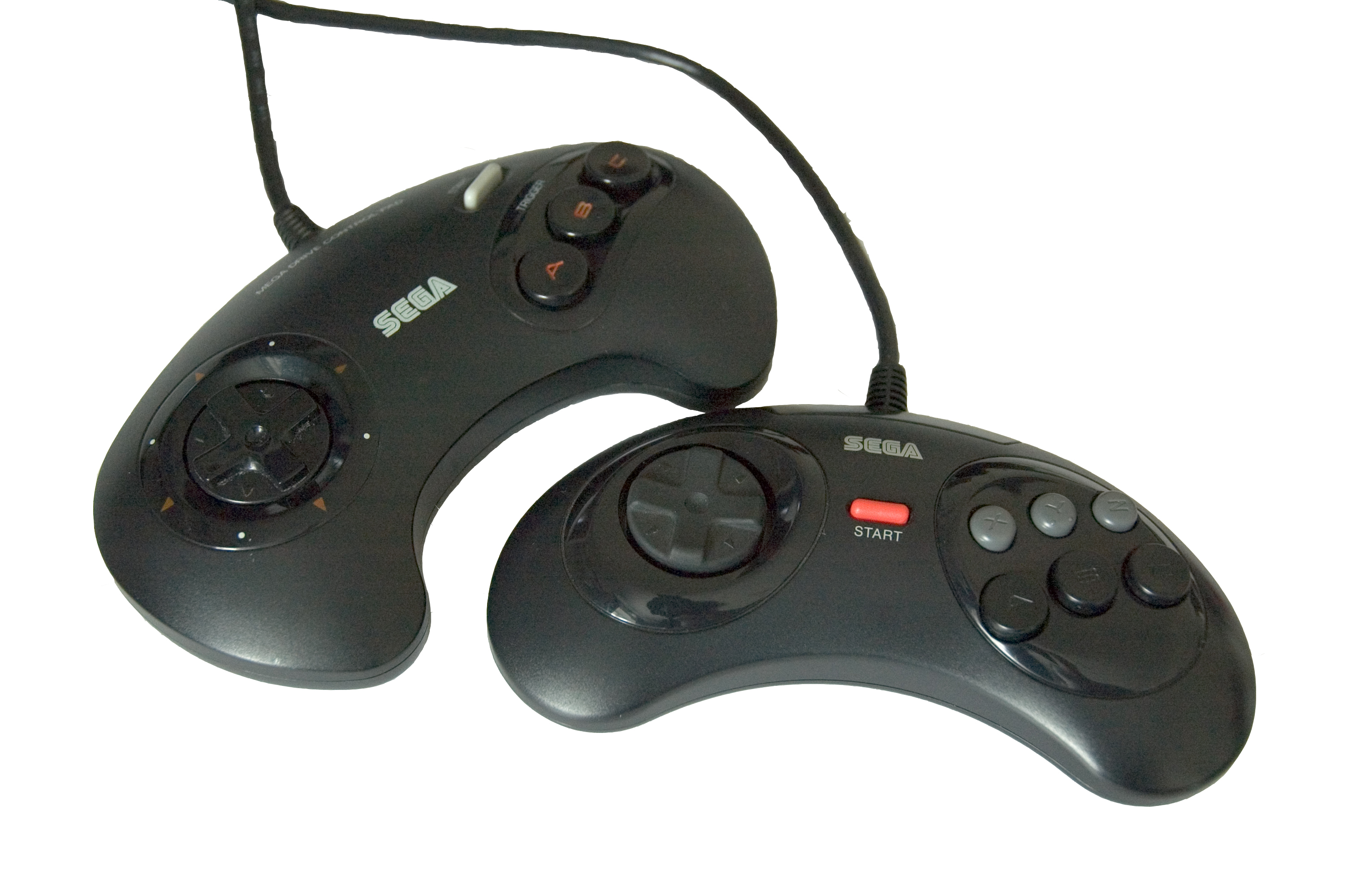
Az eredeti 3 gombos és a későbbi 6 gombos kontroller

Az egyszerű Mega Drive kontroller egy 8-irányú D-padet, 3 fő gombot (A, B, C) és egy „Start” gombot tartalmaz. A kontroller jellegzetes, íves alakú, a SNES kontrollere is erre hasonlít. A Sega 1993-ban kiadott egy 6 gombos változatot is, mellyel egyszerűbben játszhatók a verekedős játékok, pl. a Street Fighter 2.
Egyéb, kevésbé népszerű kiegészítők pl. a Menacer Light Gun, egy fénypisztoly, mely viszonylag kevés játékkal használható. Többek között szerepel még kétféle egér és golfütő is. Egyes cégek kifejlesztettek olyan adaptereket, melyekkel akár négyen is játszhatnak egyszerre az eredeti kettő helyett.

## Technikai jellemzők
Processzor:

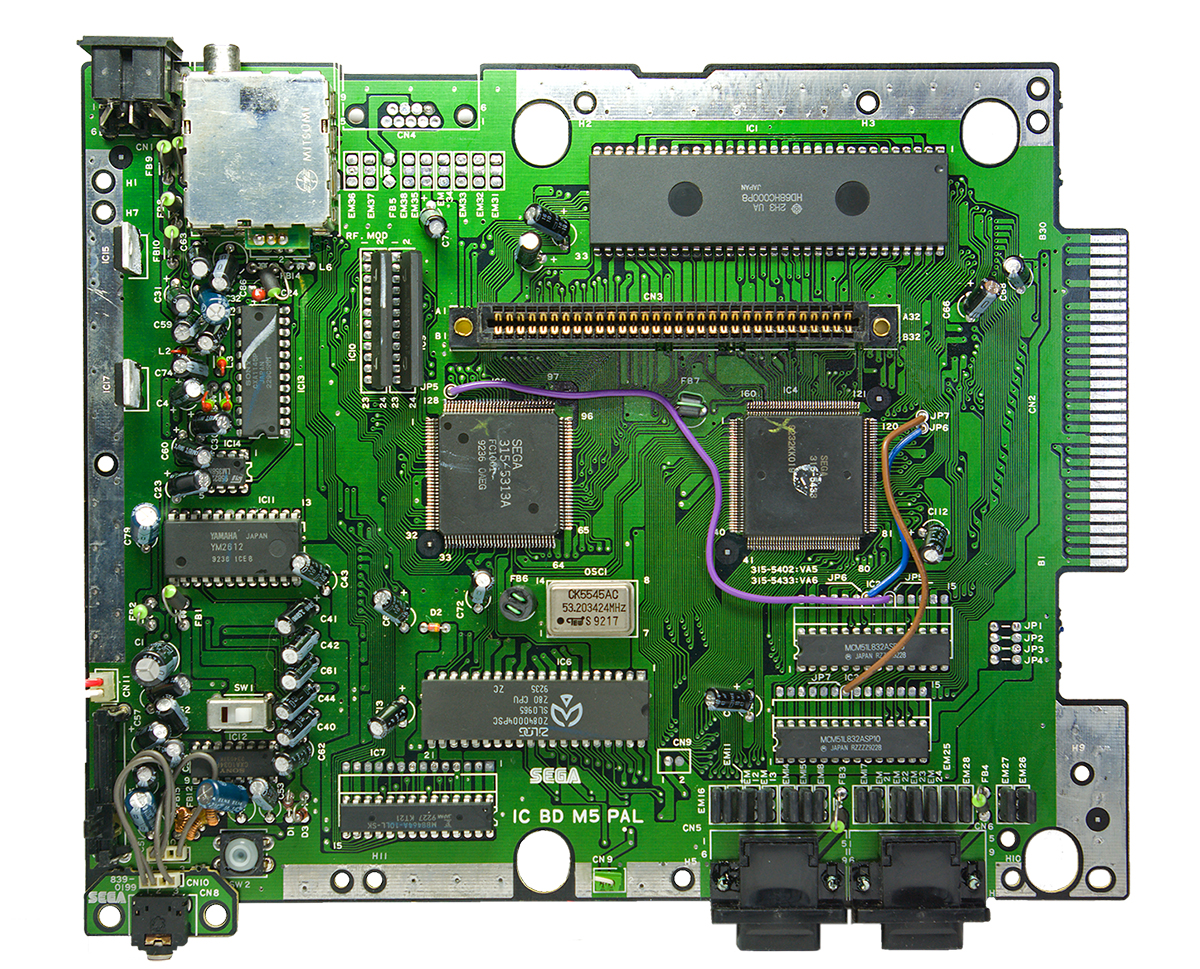
A Mega Drive alaplapja (PAL)

- Motorola 68000 16/32 bites processzor 7,67 MHz-en

Társprocesszor (hangvezérlő):
- Zilog Z80 8 bites processzor 3,58 MHz-en

Memória:
- 64 KiB RAM (68000), 64 KiB video RAM, 8 KiB RAM (Z80)

Megjelenítés:
- 512 szín (3:3:3 RGB)

Egyszerre látható színek:
- 64 (alap) vagy 183 (árnyékos/világos mód)

Egyszerre megjeleníthető ábrák:
- 80 (320 pixel szélességnél) vagy 64 (256 pixel szélességnél)

Felbontás:
- 256×224, 256×448, 320×224, 320×448 (PAL és NTSC)
- 256×240, 320×240, 256×480, 320×480 (csak PAL)

Hang:
- Yamaha YM2612 (5 csatorna FM és 1 csatorna FM/PCM)
- Texas Instruments SN76489 (4 csatorna PSG)

## Fordítás
- Ez a szócikk részben vagy egészben a Mega Drive című angol Wikipédia-szócikk fordításán alapul.  Az eredeti cikk szerkesztőit annak laptörténete sorolja fel. Ez a jelzés csupán a megfogalmazás eredetét és a szerzői jogokat jelzi, nem szolgál a cikkben szereplő információk forrásmegjelöléseként.